# La pista di sabbia
La pista di sabbia è un romanzo di Andrea Camilleri, il dodicesimo con protagonista il Commissario Montalbano, pubblicato da Sellerio il 7 giugno 2007.

## Trama
Un mattino il commissario Montalbano si sveglia e trova un cavallo morto ammazzato sulla spiaggia di fronte alla sua casa di Marinella. Prima di poter far prelevare la carcassa, il cavallo viene misteriosamente rimosso da sconosciuti.
Più tardi la signora Rachele Esterman si reca in commissariato per denunciare il furto del suo cavallo sauro, che aveva affidato alla scuderia di Saverio Lo Duca. La signora si trova in Sicilia per partecipare ad una gara ippica che si svolge annualmente a Fiacca. È ospitata dalla sua amica Ingrid Sjöström, vecchia conoscente del commissario.
La sera Ingrid si reca a cena da Montalbano, che sorprende degli sconosciuti in casa. Risulta che abbiano rubato solo il vecchio Rolex del padre. Da indagini effettuate da Mimì Augello, risulta che i cavalli rubati dalle scuderie di Lo Duca sono due, Super, appartenente a Rachele Esterman, e Rudy, appartenente a Lo Duca.
Nel frattempo Fazio indaga su un giro di gare ippiche clandestine gestite da Michele Prestia, un piccolo criminale con legami mafiosi tramite Francesco Bellavia, membro della famiglia Cuffaro.
Ingrid invita Montalbano a partecipare ad una festa in occasione della gara ippica, dove Rachele corre con un altro dei cavalli di Lo Duca, piazzandosi seconda. 
In quest'occasione il commissario incontra Lo Duca, il quale gli confida di sospettare che a rubare i cavalli sia stato per vendetta un suo vecchio dipendente, Gerlando Gurreri: Lo Duca, durante un alterco, lo aveva ferito alla testa, rendendolo invalido. Durante la cena, Rachele induce Montalbano ad allontanarsi e fanno l'amore in un fienile presso le scuderie. Al ritorno a casa, il commissario trova segni di una perquisizione minuziosa; il Rolex risulta restituito.
Con l'aiuto di Fazio, organizza una trappola: finge di uscire e lascia Galluzzo di guardia. Degli sconosciuti tentano di dar fuoco alla casa, Galluzzo li sorprende, c'è un conflitto a fuoco, uno dei malintenzionati resta ferito, ma riescono comunque a scappare. Montalbano sospetta che l'intrusione sia un tentativo di intimidazione legato alla sua testimonianza contro Giacomo Licco, un mafioso legato alla famiglia Cuffaro. Si reca dal pm Giarrizzo per comunicargli di avere dei dubbi riguardo a un possibile alibi di Licco. Viene infatti a sapere che l'amante di Licco, Concetta Siragusa, testimonierà a suo favore.
Le indagini di Fazio su Gurreri rivelano che la Siragusa è sua moglie e i Cuffaro lo hanno fatto entrare nell'associazione in cambio della testimonianza. Francesco Bellavia ha minacciato di ucciderlo se la moglie non collabora.
Il mattino seguente un cadavere viene trovato in mezzo alla campagna; è vestito solo di mutande ed è stato ucciso con un colpo di pistola alla schiena. Dall'analisi della scientifica risulta che il proiettile appartiene ad una pistola in dotazione alla Polizia. Il medico legale conferma che il morto aveva in passato ricevuto un trapanamento del cranio. Montalbano capisce che si tratta di Gurreri e che era stato ucciso da Galluzzo durante l'imboscata della polizia presso l'abitazione di Montalbano; il suo complice Bellavia ha poi provveduto a disfarsi del cadavere.
Dalla lavanderia mandano a Montalbano un ferro di cavallo trovato nella tasca del suo accappatoio. Solo allora il commissario si ricorda di averlo preso vicino alla carcassa trovata di fronte a casa sua. Il ferro non ha nessun segno particolare, mentre quelli del cavallo di Rachele avevano dei marchi ben precisi. Da questo Montalbano capisce che il cavallo ucciso è in realtà quello di Lo Duca.
Montalbano fa credere a Lo Duca che Prestia abbia confessato e si fa raccontare tutto. Prestia lo ricattava e lo stava costringendo a dare uno dei suoi cavalli per le corse clandestine. Lo Duca aveva organizzato il furto dei due cavalli e aveva fatto credere che quello ucciso fosse di Rachele Esterman e non il suo, che era comunque in fin di vita. Bellavia e Prestia vengono arrestati e il cavallo di Rachele recuperato.
Ingrid e Rachele vanno a cena da Montalbano. Il telefono suona e Rachele risponde: è Livia, che riattacca subito. Montalbano si prepara ad una gran baruffa telefonica dopo la cena e dopo aver rivelato a Rachele che il suo cavallo è salvo.

## Edizioni
- Andrea Camilleri, La pista di sabbia, collana La memoria, Sellerio Editore, 2007,  p. 288, ISBN 88-389-2216-0.